# Junge mit Charakter
Junge mit Charakter ist ein Lied des deutschen Rappers Fler. Es wurde am 17. Februar 2014 erstmals auf der Plattform YouTube veröffentlicht. Das Lied stellt eine Abrechnung mit diversen Künstlern aus der deutschen Hip-Hop-Szene dar. Fler habe bei diesem Song weniger Wert auf Punchlines gelegt, da er lediglich versucht habe, „seine Geschichte“ durch das Lied widerzuspiegeln.

## Hintergrund
Vor der Veröffentlichung des Liedes Junge mit Charakter bekam Fler viel Kritik aus der deutschen Rap-Szene. Daraufhin veröffentlichte erst der Rapper Toony, dann MC Bogy einen „Disstrack“ gegen Fler. Später kündigte Fler einen „Tag der Abrechnung“ durch seinen Disstrack Junge mit Charakter an.
Wenige Tage nach der Veröffentlichung gab Fler öffentlich ein Statement bezüglich des Songs ab:

„.... Zum Abschluss: „Junge mit Charakter“ steh in erster Linie für mich und dafür das ich als „Stabiler Deutscher“ meinen Weg gehe! Alles andere ist für mich unwichtig geworden! In diesem Sinne, MASKULIN!“

Die Album-Version von Junge mit Charakter erschien am 30. April 2014.

## Inhalt
Am Anfang des Songs erläutert Fler seinen Werdegang, wobei unter anderem der Rapper Bushido vorkommt. Fler begründet die Untervertragnahme der Rapper Silla und Jihad. Zudem disst er den Rapper MoTrip. Fler wirft den Produzenten Beatzarre und Djorkaeff Illoyalität vor.
Die Produzenten Hijackers bezeichnet er als „faule Schweine“. Außerdem betitelt er seinen ehemaligen Schützling Nicone als „Bimbo“ und wirft diesem Kokainkonsum vor. Den Rapper Animus bezeichnet er als „Fame-Bitch“. Seinem alten Wegbegleiter Jalil wirft er vor, ihn beklaut zu haben. Zudem disst er die Rapper Farid Bang, Toony und Kollegah.
Nebenbei spielt Fler in seinem Text auf das von Prince Kay One veröffentlichte Album Rich Kidz an. Dabei wirft er seinen ehemaligen Schützlingen vor, ihm nach dem Erlangen von Bekanntheit den Rücken gekehrt zu haben. Damit vergleicht er seine alten Schützlinge mit dem Rapper Kay One. Dieser hatte mit zunehmendem Erfolg seinem ehemaligen Labelboss Bushido den Rücken gekehrt.

## Produktion
Für die musikalische Untermalung ist Brisk Fingaz aus Hannover zuständig.

## Rezeption
Bewertungen der Musikmedien
Von Laut.de erhielt Junge mit Charakter eine recht positive Bewertung: „In dem über sechs Minuten langen Ungetüm gleichen Namens rechnet Fler sowohl mit langjährigen Weggefährten als auch ewigen Rivalen ab: Bushido bekommt genauso sein Fett weg wie "Felix Blume", die "Edelhure", während Farid Bang nur müde belächelt wird: "Farid hatte Glück mit seiner Marktlücke / Idiotenrap für Hartz-Krüppel." Die Wahrheit hinter all den Anschuldigungen bleibt dem Hörer zwar vermutlich auf ewig verschlossen, aus erzählerischer Sicht liefert Fler hier aber eine Glanzleistung ab. Den klaren roten Faden von den Anfängen bei Aggro bis zu den jüngsten Konflikten innerhalb der Maskulin Group spinnt Flizzy bewusst nicht entlang akrobatischer Worthülsen, sondern mit knallharten und direkten Lines.“ Zudem wurde der Song als „starke Abrechnung“ betitelt.
Reaktionen anderer Künstler
Der Rapper Majoe reagierte mit dem „Disstrack“ Gnadenstoß, in dem er aber hauptsächlich Flers Schützling Jihad angreift.
Flers alter Schützling Nicone, der auch im Song erwähnt wurde, veröffentlichte den „Disstrack“ Fanpost 2.
Manuellsen äußerte sich kritisch darüber, dass Fler den dunkelhäutigen Rapper Nicone als „Bimbo“ bezeichnete.
Der im Song erwähnte MoTrip reagierte gelassen und zeigte sich wenig an Beef interessiert.
Cashmo erläuterte, dass er sich aus der Angelegenheit heraushalten wolle, fügte jedoch hinzu, musikalisch sei das Lied „ein Schuss in den Ofen“.
Der Sänger Ado Kojo nannte es „undankbar“ von Fler, seinen ehemaligen Wegbegleiter MoTrip gedisst zu haben.
Der ebenfalls im Lied erwähnte Animus antwortete durch den „Disstrack“ J.M.C.